# 苏联管制委员会

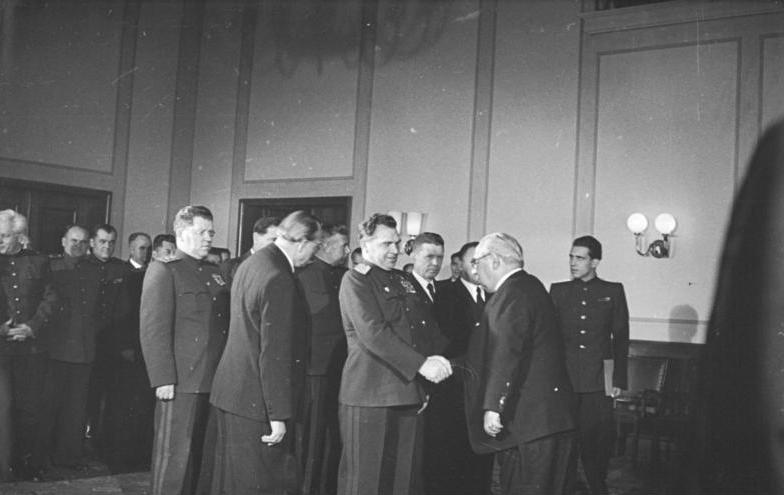
1949年11月11日，崔可夫向东德政府威廉·皮克移交司法管辖权

苏联管制委员会（德語：Sowjetische Kontrollkommission，SKK）是苏联在德意志民主共和国境内成立的占领军监管机构，存在于1949年10月10日至1953年5月28日间。

## 历史
根据《波兹坦协定》，驻德苏联军事管理委员会（SMAD）拥有德国苏占区的最高权力。1949年10月7日东德成立后，权力被移交给东德政府。驻德苏联军事管理委员会解散，并成立了苏联管制委员会。东德政府在此时期受苏联管制委员会影响，并不能独立决定国内政策。
斯大林死后，苏联管制委员会在1953年5月28日停止存在，成立了“苏联驻德最高委员会”（德語：Hohe Kommission der UdSSR in Deutschland）。1955年9月20日，苏联政府签署协议，赋予东德政府“完全独立”的主权。虽然如此，苏联使馆仍对东德政治具有一定影响。

## 脚注
1. ↑  Hans-Ulrich Wehler: Deutsche Gesellschaftsgeschichte, Bd. 5: Bundesrepublik Deutschland und DDR 1949–1990, C.H. Beck, München 2008, S. 31 （页面存档备份，存于）.